# Binnen
Binnen est une commune allemande de l'arrondissement de Nienburg/Weser, Land de Basse-Saxe.

## Géographie
La commune comprend les quartiers de Binnen, Bühren et Glissen. Elle se situe au bord de la Weser.
| Wietzen    | Marklohe |                |
|            | Binnen   | Nienburg/Weser |
| Pennigsehl | Liebenau | Estorf         |

## Histoire
Binnen est mentionné pour la première fois en 1251.
Bühren et Glissen fusionnent avec Binnen en mars 1974.

## Source, notes et références
- (de) Cet article est partiellement ou en totalité issu de l’article de Wikipédia en allemand intitulé « Binnen » (voir la liste des auteurs).